# ماتج میتروویچ
ماتِج میتروویچ (انگلیسی: Matej Mitrović؛ زادهٔ ۱۰ نوامبر ۱۹۹۳) بازیکن فوتبال اهل کرواسی است.
از باشگاه‌هایی که در آن بازی کرده‌است می‌توان به باشگاه فوتبال رییکا و تیم ملی فوتبال کرواسی اشاره کرد.
وی همچنین در تیم‌های ملی فوتبال Croatia U19 Croatia U20 Croatia U21 Croatia بازی کرده‌است.